# François Laurent Michelet de Rochemont
François Laurent Michelet de Rochemont est un homme politique français né le 15 novembre 1756 à Charlieu (Loire) et décédé le 6 décembre 1828.
Avocat au Parlement de Paris, il devient subdélégué de l'intendant et commissaire du roi des états particuliers du Mâconnais en 1787. Suspect sous la Révolution, il est emprisonné en 1793. Il est ensuite administrateur du département de la Loire et conseiller de préfecture. Il est député de la Loire de 1803 à 1815 et est fait chevalier d'Empire en 1810.

## Sources
- « François Laurent Michelet de Rochemont », dans Adolphe Robert et Gaston Cougny, Dictionnaire des parlementaires français, Edgar Bourloton, 1889-1891 [détail de l’édition]